# Dominique Rocheteau
Dominique Rocheteau (Saintes, 14 gennaio 1955) è un ex calciatore francese, di ruolo attaccante.

## Carriera
Ha militato nelle squadre di Saint-Étienne, Paris Saint-Germain e Tolosa, vincendo quattro campionati (1974, 1975 e 1976 con il Saint-Étienne, 1985 con il PSG) e tre Coppe di Francia (1977 a Saint-Étienne, 1982 e 1983 con il PSG).
A livello europeo ha disputato una finale di Coppa dei Campioni nel 1976 contro il Bayern Monaco, perdendola 1-0.
Con la nazionale francese ha disputato 49 partite, segnando 15 gol dal 1975 al 1986 e vincendo il Campionato europeo di calcio 1984.

## Palmarès

### Club
- Campionato francese: 4

Saint-Étienne: 1973-1974, 1974-1975, 1975-1976
Paris Saint Germain: 1985-1986
- Coppa di Francia: 3

Saint-Étienne: 1976-1977
Paris Saint-Germain: 1981-1982, 1982-1983

### Nazionale
- Campionato d'Europa: 1

1984